# Whistler (Canada)
Whistler è una località di villeggiatura della Columbia Britannica, Canada, non molto distante dalla costa pacifica dello Stato ed a circa 125 chilometri a nord di Vancouver. Ha una popolazione di circa diecimila abitanti.

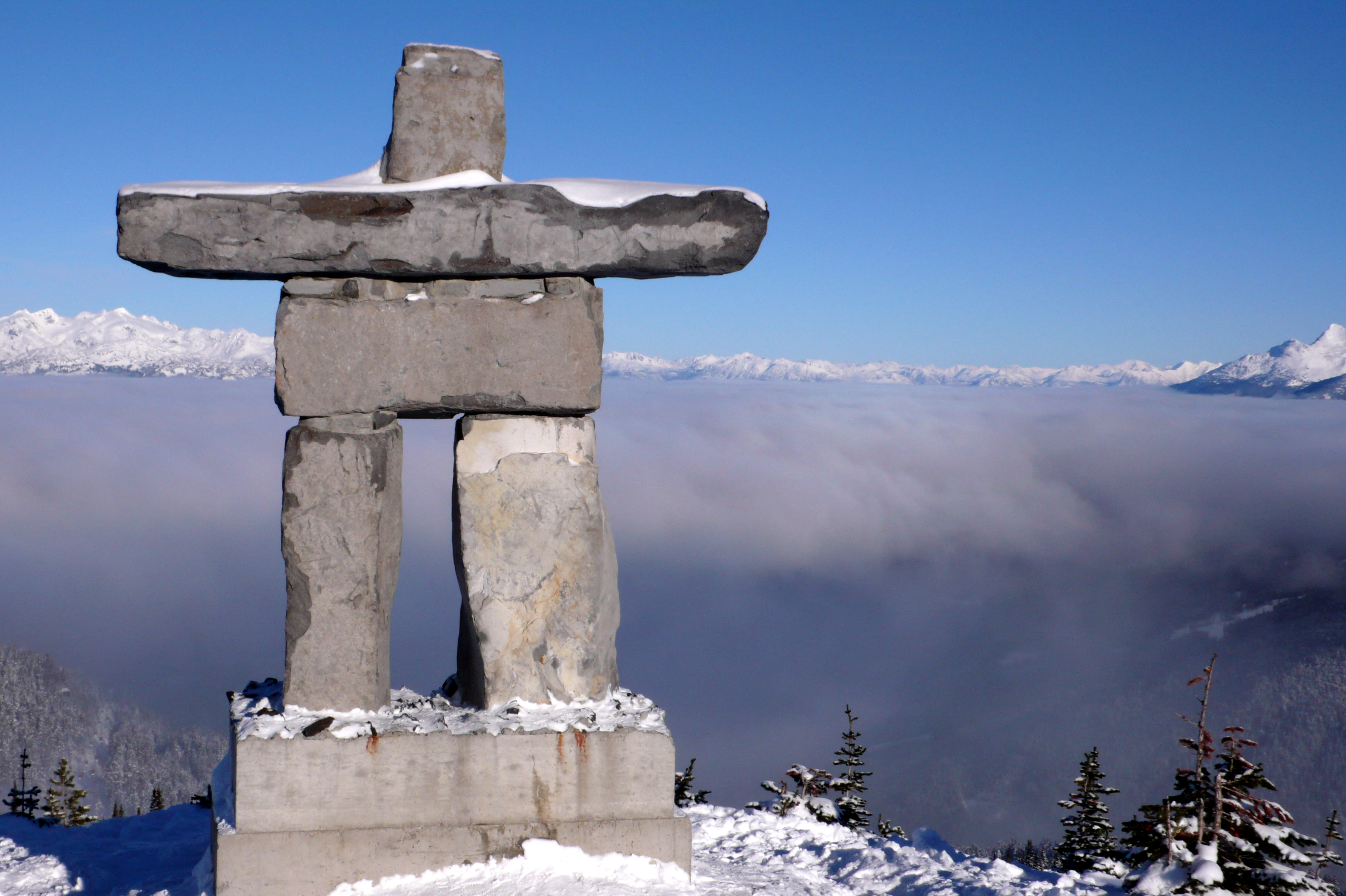
Monumento che riproduce l'inukshuk creato come logo per i XXI Giochi olimpici invernali

Nel 2010 ha ospitato alcune gare di sci alpino dei XXI Giochi olimpici invernali e dei X Giochi paralimpici invernali. Più di due milioni di persone visitano Whistler ogni anno, principalmente per praticare sci alpino e mountain bike nella località di Whistler Blackcomb. La zona pedonale della città ha ricevuto molti riconoscimenti per il design urbanistico. La città è nota per il ristorante Araxi, diretto dall'executive chef vincitore della sesta stagione di Hell's Kitchen.

## Il comprensorio sciistico
Il comprensorio sciistico di Whistler Blackcomb è stato a lungo ritenuto la località sciistica più importante del Nordamerica da diverse riviste specializzate di sci e snowboard. Il comprensorio sciistico è formato da due rilievi montuosi prospicienti, il Whistler e il Blackcomb, separati da una vallata. Assieme, Whistler e Blackcomb formano la più grande località sciistica del Nord America con oltre 33.000 m², con una estensione di oltre il 50% superiore a Vail, in Colorado.
Whistler Mountain aprì al pubblico nel febbraio del 1966, con un'ovovia, una seggiovia doppia ("The Red Chair") e uno skilift ad ancora. Il successo che la località sciistica ebbe e la concorrenza della vicina Blackcomb scatenarono una corsa agli ammodernamenti per accogliere un sempre maggior numero di turisti. Con l'aggiunta di nuovi impianti di risalita si ebbe anche una vera e propria rivoluzione edilizia nel cuore della città di Whistler, con la costruzione di alberghi, ristoranti, bar, residence e case-vacanza. L'espansione di Whistler fu tale da inglobare il vicino villaggio di Alta Lake.

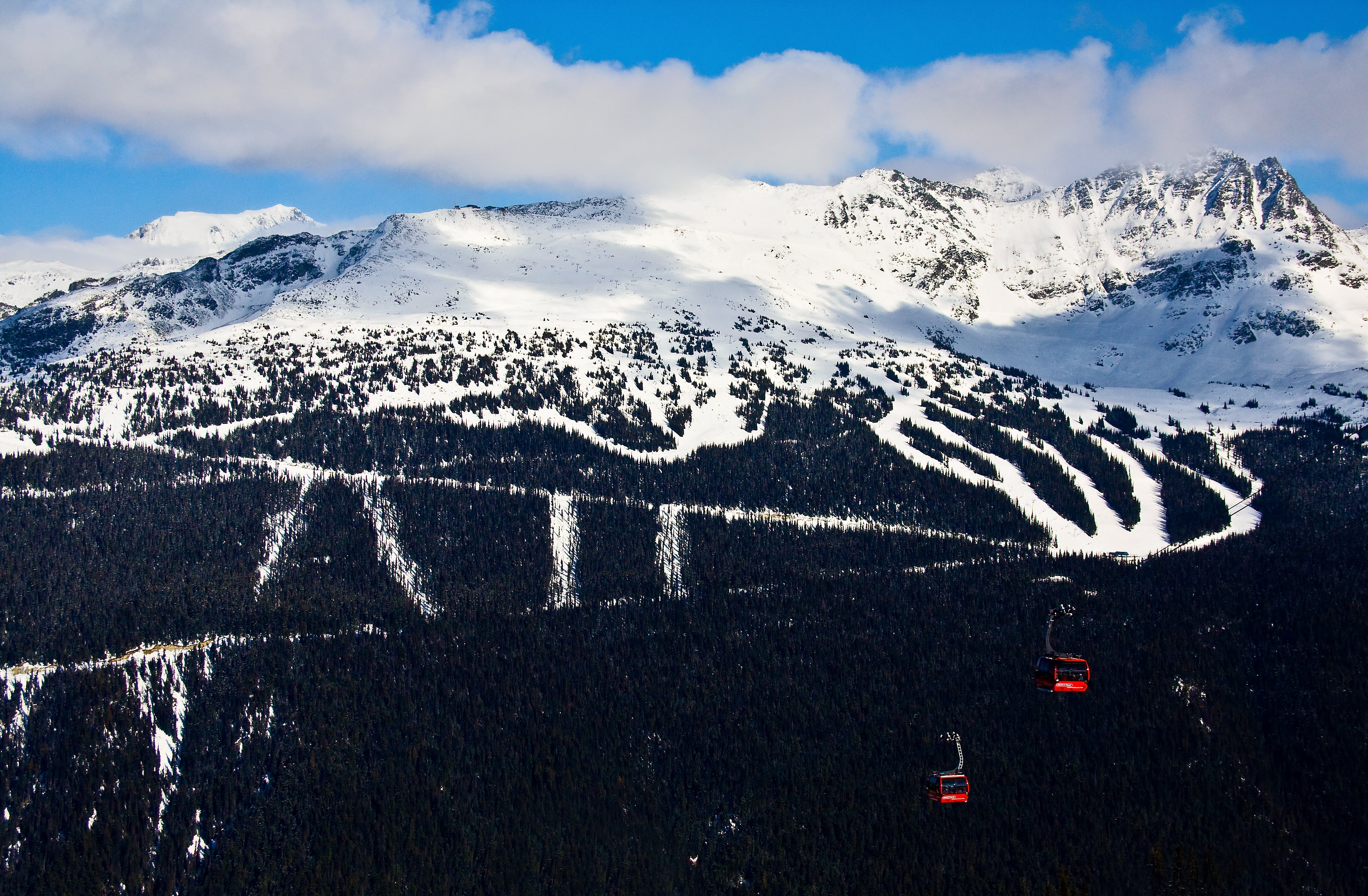
Alcune piste

Nel 1997 la società Intrawest, già proprietaria del comprensorio di Blackcomb, completò l'acquisizione degli impianti di risalita di Whistler. Dal 2003 le due località sciistiche entrarono a far parte di un sistema integrato di piste da sci ed impianti di risalita, dotato di un unico biglietto. Dal dicembre 2008 l'apertura della cabinovia "Peak to Peak" permette il trasferimento da una montagna all'altra senza la necessità di fare ritorno a valle.
Whistler-Balckcomb è servita da un sistema di 38 impianti che permette il trasporto di 65.507 persone all'ora. La capacità di trasporto è la più grande in tutto il Nordamerica. Sono presenti più di duecento piste, sulle quali si trovano 19 punti di ristoro per 6540 posti complessivi. Al di fuori della stagione sciistica, parte degli impianti e delle aree da sci costituiscono il Mountain Bike Park.